# Casa del marqués de Camachos

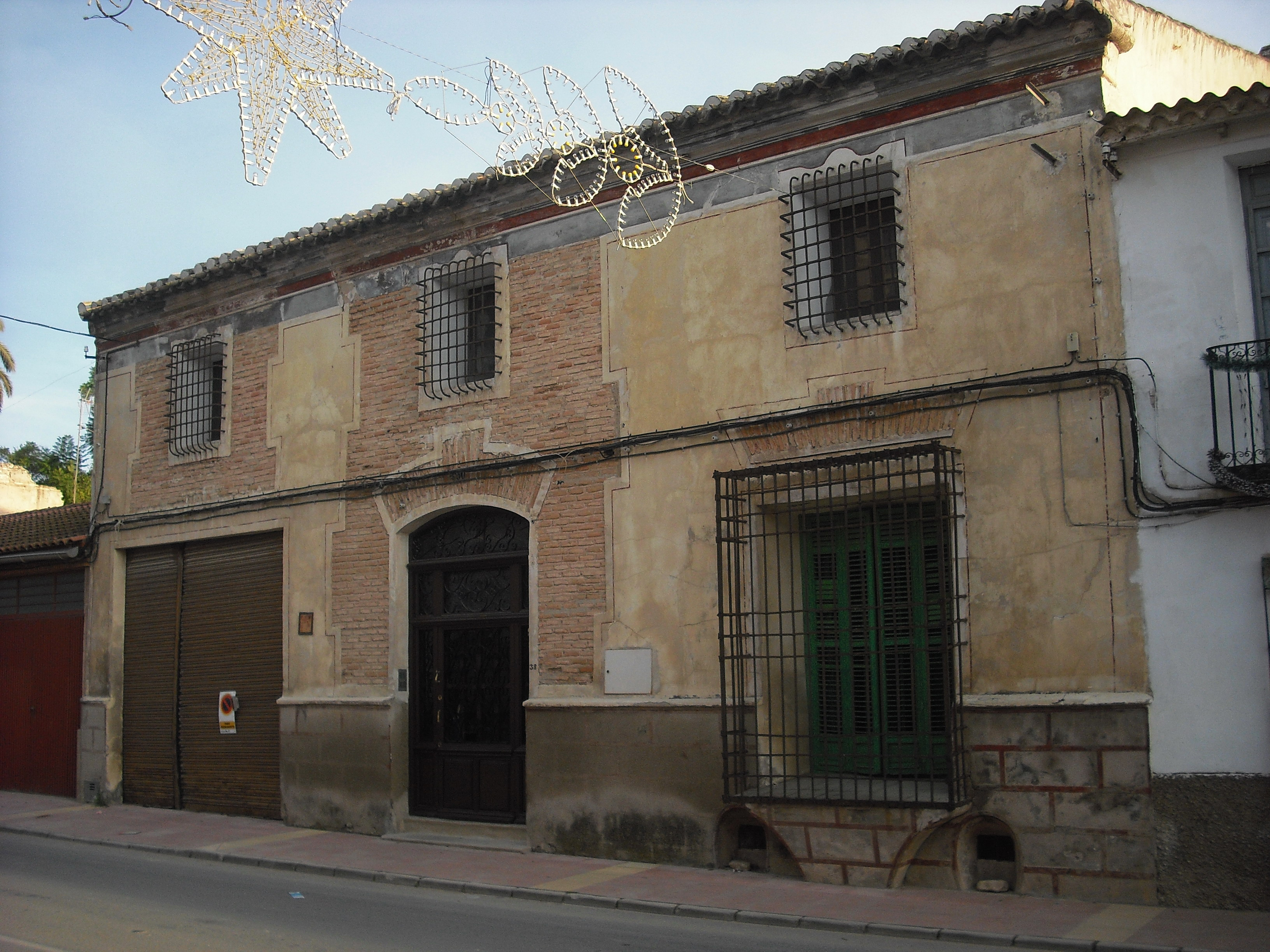
Caseron del Marqués de Camachos.

La casa o caserón del marqués de Camachos está situada en la actual calle Luis Melendreras, número 36, de la villa de Librilla (Región de Murcia, España). Es una antigua casa edificada en el año 1598 según figura en la placa de su fachada con los números típicos del siglo XVI. Actualmente pertenece a los descendientes de Pedro Rosique y Hernández, marqués de Camachos, noble personaje que dio nombre a la plaza de Camachos de Murcia, y que tenía en propiedad muchas tierras de cultivo y casas en esta Villa.
```
  
Google
. 
«Google Maps –Caserón del Marqués de Camachos»
. Google.
 
 
```

## Descripción

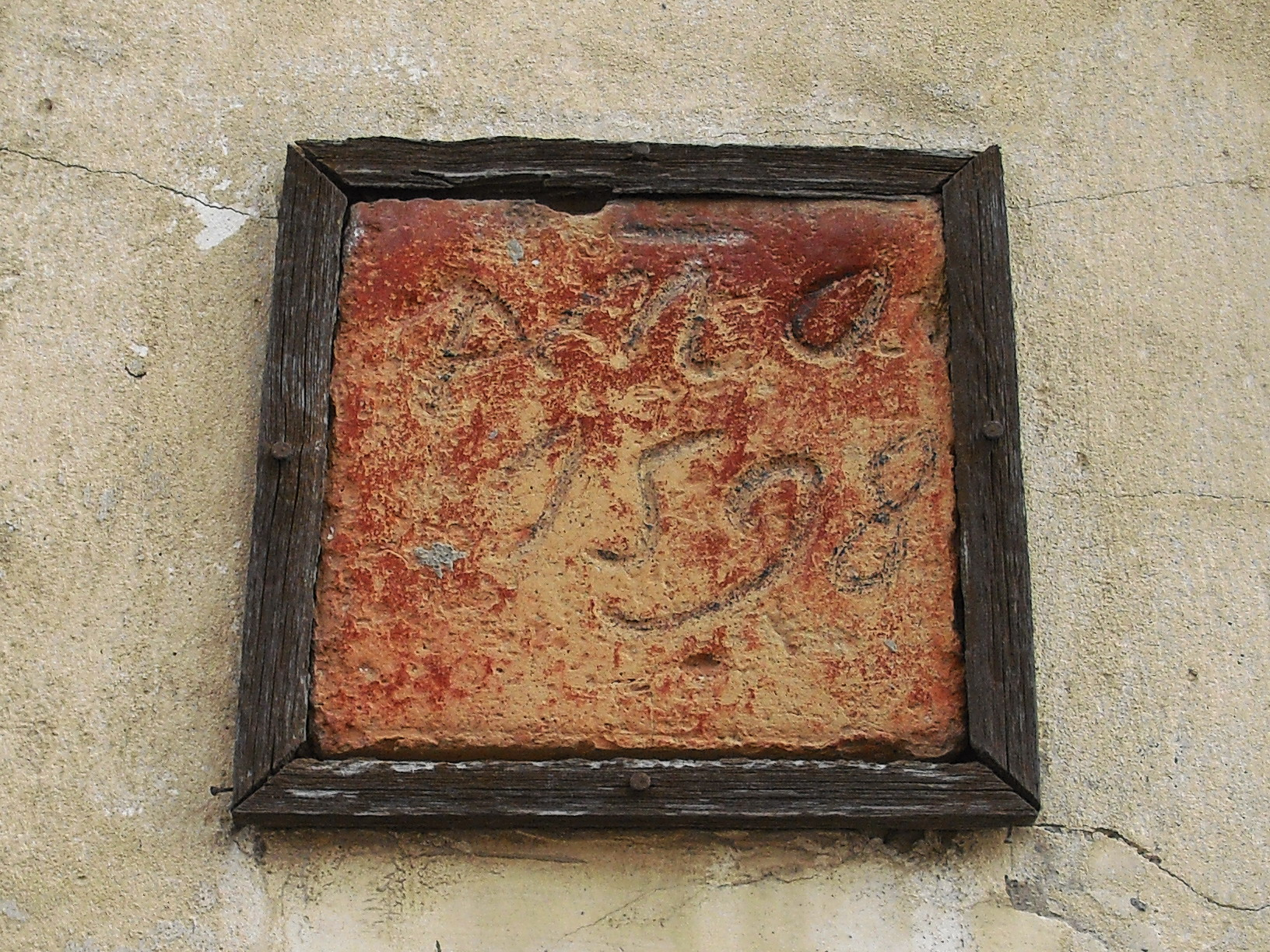
Placa con el año de construcción.

Esta casa es un ejemplo claro de la arquitectura urbana de la época. Construida en dos alturas, tiene grandes vigas de madera, techos altos, puertas interiores altas, con grandes ventanas enrejadas de hierro forjado en su fachada y patio interior, típicas del siglo XVIII. Antiguamente en su gran entrada/salón se celebraban bailes y estaba decorado con grandes espejos que cubrían las paredes desde el techo al suelo. Se conserva el mobiliario del siglo XVIII y retratos familiares.

## Propietarios
Pedro Rosique y Hernández, marqués de Camachos, se quedaba en esta casa cuando venía a la Villa a supervisar sus propiedades.
Pedro Pagán Ayuso, hijo del anterior, fue alcalde de Murcia en 1874 y diputado a Cortes en varias ocasiones, vivió y murió en esta casa en 1909. Lo Pagán es topónimo de esta familia Pagán y Ayuso, en concreto de Pedro, dueño de la finca "Vistabella", que también dio su nombre a una calle de San Pedro del Pinatar.
También vivió y murió en esta casa Alejandro Pagán y Morera hijo del anterior, nacido en Madrid en 1882, estudió leyes allí y fue secretario judicial con destinos en varias ciudades de España hasta su jubilación. También fue Juez de Paz de Librilla.